# Aesch, Basel-Landschaft
Aesch är en ort och kommun i distriktet Arlesheim i kantonen Basel-Landschaft i Schweiz. Kommunen har 10 745 invånare (2023). Den ligger vid floden Birs.
En majoritet (88,4 %) av invånarna är tyskspråkiga (2014). En italienskspråkig minoritet på 3,7 % lever i kommunen. 37,8 % är katoliker, 26,1 % är reformert kristna och 36,1 % tillhör en annan trosinriktning eller saknar en religiös tillhörighet (2014).